# 孟席斯山
孟席斯山（英語：Mount Menzies）是南極洲的山峰，位於毛德皇后地，海拔高度3,355米，由澳大利亞探險隊發現，以澳洲總理羅伯特·孟席斯命名，現時受南極條約體系管理。
73°30′S 61°50′E / 73.500°S 61.833°E